# Цайт
„Цайт“ (на немски: Die Zeit [Ди Цайт] – „Времето“) е германски седмичник, излязъл за пръв път на 21 февруари 1946 г.
Принадлежи на компанията Zeit-Verlag Gerd Bucerius GmbH & Co. KG, която е собственост на издателската група Georg von Holtzbrinck (от 1996 г.) и на Dieter von Holtzbrinck Media. Към 2018 г. Die Zeit има офиси във Франкфурт на Майн, Дрезден, Брюксел, Париж, Виена, Истанбул, Москва, Вашингтон, Ню Йорк, Пекин.
Излиза в така наречения нордически формат (570 × 400 мм) всеки четвъртък.
Тиражът на първото издание на вестник „Цайт“ възлиза на 25 000 броя. Всяка седмица по целия свят се продават повече от 500 000 бр. към 2009 г. Тиражът достига 520 000 бр. през първото тримесечие на 2013 г.
С малко над 2 милиона читатели (по оценка) той е най-четеният германски седмичен вестник. Според читателската си аудитория вестник „Цайт“ е считан за интелигентски. Придържа се към центристки политически възгледи.
От 1978 до 1980 г. „Цайт“ публикува във всяко издание рецензии на книги, станали класика в литературата. По този начин се появява списък от 100 произведения, известен под названието ZEIT-Bibliothek der 100 Bücher ([Цайт-Библиотек дер 100 Бюхер] – 100-те книги от библиотеката на „Цайт“).
Както и много други съвременни издания, вестникът има свое онлайн-издание – „Цайт онлайн“. През 2008 г. то подкрепя кампанията Netz gegen Nazis („Мрежа против нацистите“), в която участват Германският футболен съюз, Олимпийската спортна конфедерация на Германия и мн. др.
В логото на вестника е изобразен гербът на Бремен, въпреки че издателството се намира в Хамбург. Причината за това е, че хаоса непосредствено след войната е било забранено да се използва гербът на Хамбург, но и след това гербът на Бремен остава като традиция.